# Kiwerce (gmina)
Kiwerce – dawna gmina wiejska istniejąca w latach 1930–1939 w woj. wołyńskim (obecnie na Ukrainie). Siedzibą gminy były Kiwerce.
Gminę Kiwerce utworzono 1 kwietnia 1930 roku z części obszaru gmin Poddębce, Rożyszcze i Trościaniec w powiecie łuckim w woj. wołyńskim. Siedziba gminy – Kiwerce – była dotychczas przedzielona granicą gmin Poddębce i Trościaniec. Według stanu z dnia 4 stycznia 1936 roku gmina składała się z 32 gromad. Po wojnie obszar gminy Kiwerce wszedł w struktury administracyjne Związku Radzieckiego.